# بلوش أفغانستان
بلوش أفغانستان (بالبلوشية: اوگانستان ءِ بلۏچ؛ بالفارسية: بلوچ هاى افغانستان) هم شعب البلوش الذين يعيشون في جنوب غرب أفغانستان، بلوشستان أفغانستان على طول الحدود مع إيران وباكستان. يقدر عدد البلوش في أفغانستان بمقدار مليون شخص أو حوالي 2% من سكان أفغانستان. 
وهم الأغلبية في ولاية نيمروز.  كما أن البلوش لديهم وجود في هلمند فارياب تخار، هراة قندهار، بدخشان وأجزاء أخرى من أفغانستان.